# SN 1997an
SN 1997an – supernowa odkryta 5 marca 1997 roku w galaktyce A105743-0347. W momencie odkrycia miała maksymalną jasność 24,30m.